# Seznam nosilcev znaka za zasluge pri organiziranju nove TO RS
Seznam nosilcev znaka za zasluge pri organiziranju nove TO RS.
Vsi znaki so bili podeljeni 2. junija 1991 in to 93 pripadnikom takratne Teritorialne obrambe.

## Seznam
- Janez J. Švajncer